# Michèle Cotta
Michèle Cotta (Niça, 15 de juny de 1937) és una periodista i escriptora francesa. Figura a la premsa i als mitjans de comunicació francesos, va començar la seva carrera a la premsa escrita en diaris reconeguts com Combat o L'Express i als mitjans de ràdio on va ser, per exemple, redactora en cap de l'emissora RTL. Sota la presidència de François Mitterrand, va rebre diversos càrrecs de responsabilitat en el sector públic, inclòs el de presidenta de l'Alta Autoritat per a la Comunicació Audiovisual. Després de tensions amb el poder, va tornar al món periodístic dirigint canals de televisió com France 2 o redaccions com la de TF1, i convertint-se en columnista de diaris escrits o programes audiovisuals. Ha publicat diversos llibres sobre política francesa i també imparteix classes de periodisme.

## Biografia
És filla de Jacques Cotta, advocat criminalista i alcalde SFIO de Niça amb l'Alliberament (del 1945 al 1947) i d'Hélène Scoffier (1906-1988), advocada. Michèle Cotta és la germana de l'economista Alain Cotta i la mitja germana del periodista i director Jacques Cotta i de l'advocada Françoise Cotta.
Divorciada de l'editor Claude Tchou, té dos fills: Thierry (nascut el 1967 i mort el 1994 de miopatia atípica) i Stéphanie, guionista del cinema. El 1992 es va casar per segona vegada amb Philippe Barret, assessor tècnic de diversos ministeris amb Jean-Pierre Chevènement, inspector general d'Educació Nacional.

### Carrera
Llicenciada per l'Institut d'Estudis Polítics de París (Sciences Po) i doctora en ciències polítiques, va ser alumna de René Rémond. Va començar la seva carrera com a periodista política a Combat on, com a independent, va ser la primera en entrevistar François Mitterrand després l'atemptat de l'Observatori del 1959. Després d'aquests inicis, va ser contractada per Françoise Giroud a L'Express, una revista per a la qual va arribar a admetre posteriorment que havia obtingut moltes revelacions de part de polítics gràcies al seu encant femení. A continuació va treballar a la revista Le Point, France Inter del 1976 al 1980, a RTL, on es va convertir en redactora en cap l'abril del 1980, etc.

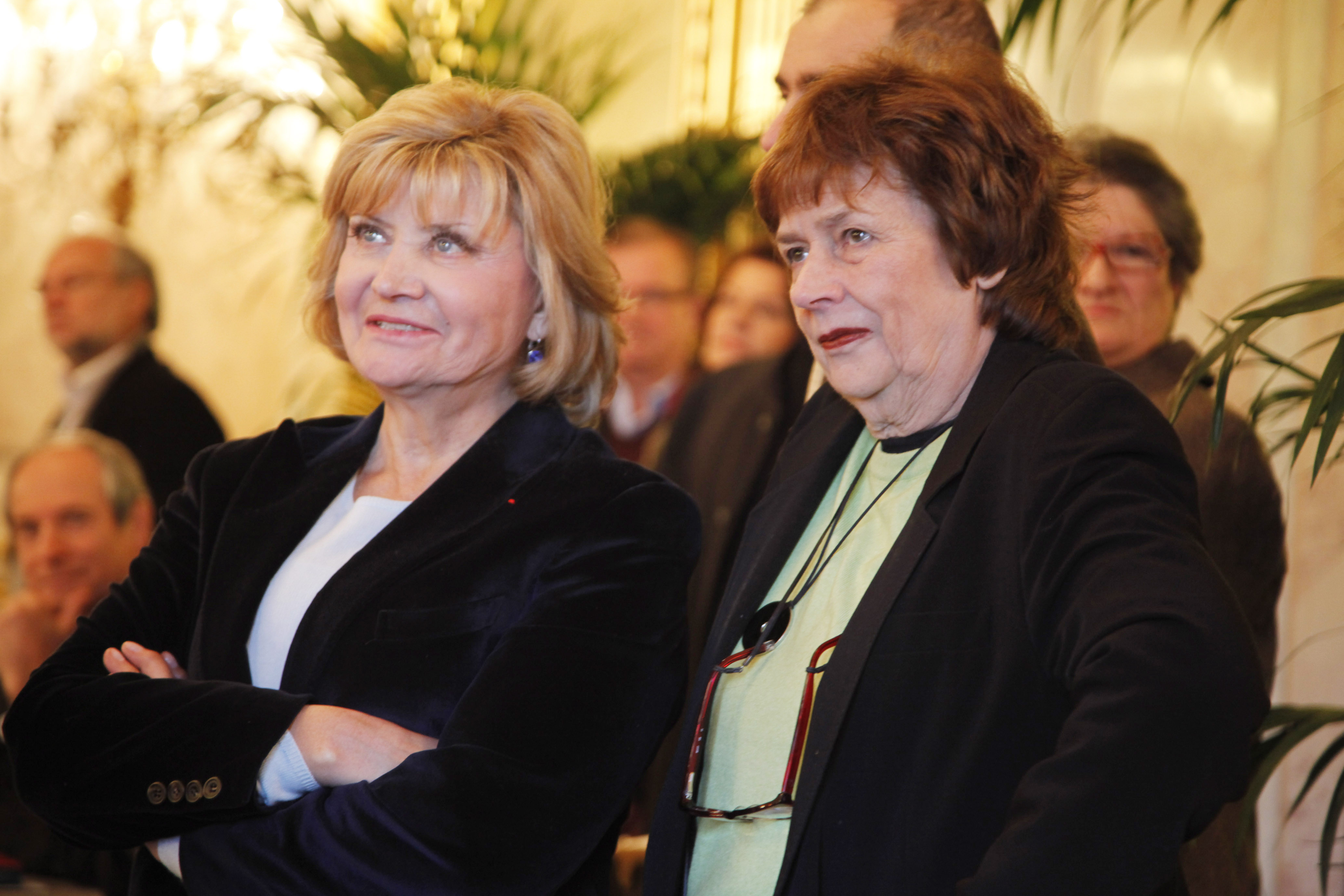
La periodista Luce Perrot i Michèle Cotta durant la 21a jornada del llibre polític organitzada per l'Assemblea Nacional el 2012.

A finals de juliol de 1981 va ser nomenada per Pierre Mauroy, amb el vist-i-plau de François Mitterrand, presidenta de Radio France, on va substituir Jacqueline Baudrier. Michèle Cotta va presidir llavors l'Alta Autoritat per a la Comunicació Audiovisual, antecessora del Consell Superior de l'Audiovisual (CSA), del 1982 al 1986. En aquest càrrec, va resistir especialment les pressions del poder socialista sobre els nomenaments dels caps de la indústria audiovisual pública, oposant-se, per exemple, al nomenament de Jean-Claude Héberlé com a cap d'Antenne 2.
També va ser directora d'informació de TF1 entre 1987 i el març de 1993 i directora general de France 2 del març de 1993 al 2002. Columnista política de la revista Le Nouvel Économiste, és també autora de nombrosos assaigs polítics com Les Secrets d'une victoire, Politic Circus et Carnets secrets de la présidentielle. També va ser presidenta del Comitè d'Història de la Televisió (CHTV) del 2003 al 2008.
Cotta va moderar dos debats televisius durant la segona volta de les eleccions presidencials franceses: el 5 de maig de 1981 va moderar, conjuntament amb Jean Boissonnat, el debat entre el president sortint de la República, Valéry Giscard d'Estaing i François Mitterrand. Cotta va afirmar que formava part amb Boissonnat d'una llista de periodistes proposats per a liderar aquest debat. Finalment van ser escollits perquè eren els dos primers per ordre alfabètic; l'altre debat que va moderar va ser el 24 d'abril de 1988, amb Elie Vannier, entre François Mitterrand, president sortint de la República i Jacques Chirac.
Ha estat professora de l'escola de periodisme Sciences Po i vicepresidenta del canal TNT IDF1, on hi ha presentat un programa de contingut polític anomenat Michèle Cotta. El 4 d'abril de 2009 va rebre el "premi de llibre polític" pel segon volum dels seus Cahiers secrets de la Ve République. L'abril de 2012 va formar part del jurat del programa Qui vol ser president? a France 4.
De tant en tant participa com a convidada al programa diari C dans l'air al canal públic France 5 i al programa 24 h en question de LCI.

## Obra
- La Collaboration, 1940-1944, París, ed. Armand Colin, col. « Kiosque », 1964, 335 p., ouvrage tiré de sa thèse Les idéologies de la collaboration à travers la presse (Paris 1940-1944)(1963, sous la direction de René Rémond), dans Revue française de science politique, 13e année, no 4, 1963, p. 1063-1064.
- Les Élections présidentielles de 1965 (avec Jean-François Revel), ed. Impr. Busson, 1966.
- Les Miroirs de Jupiter, París, ed. Fayard, 1986, 281 p. (ISBN 2213017557).
- La Sixième République, París, ed. Flammarion, 1992 (ISBN 2080607316).
- Les Secrets d'une victoire, París, ed. Flammarion, 1999, 245 p. (ISBN 2080671979).
- Carnets secrets de la présidentielle : mars 2001 - mai 2002, París, Plon, 2002, 329 p. (ISBN 978-2-259-18799-2).
- Politic Circus, París, ed. L'Archipel, 2004, 256 p. (ISBN 978-2-84187-648-8).
- Cahiers secrets de la Ve République, tome I, 1965-1977, París, ed. Fayard, 2007, 874 p. (ISBN 978-2-213-63195-0).
- Cahiers secrets de la Ve République, tome II, 1977-1986, París, ed. Fayard, 2008, 759 p. (ISBN 978-2-213-63722-8).
- Cahiers secrets de la Ve République, tome III, 1986-1997, París, ed. Fayard, 2009, 968 p. (ISBN 978-2-213-64442-4)
- Cahiers secrets de la Ve République, tome IV, 1997-2007, París, ed. Fayard, 2010.
- Le Rose et le Gris : prélude au quinquennat de François Hollande, Fayard, 2012, 312 p. (ISBN 978-221-367134-5).
- Entretiens avec Michèle Cotta, Pierre Mauroy, une vie socialiste, fondation Jean-Jaurès, 2013.
- Le Monde selon Mitterrand. Combats, pensées, arrière-pensées, piques, polémiques, París, editions Tallandier, 2015, 336 p. (ISBN 979-10-210-0650-8).
- Comment en est-on arrivé là ?, París, ed. Robert Laffont, 2016, 484 p. (ISBN 2-221-19110-2).
- Fake News (avec Robert Namias), París, ed. Robert Laffont, 2019, 342 p. (ISBN 978-2-221-22142-6).
- Le París de Mitterrand, París, ed. Alexandrines, 2019, 128 p. (ISBN 978-2370-890658).